# Лёгкая атлетика на летних Олимпийских играх 1900 — бег на 5000 метров среди команд
Соревнования по бегу на 5000 метров среди мужских команд на летних Олимпийских играх 1900 прошли 22 июля. Приняли участие две команды по пять человек, которые представляли три страны.

## Призёры
| Золото | Серебро                                                                             | Бронза |
| Смешанная команда Чарльз Беннетт (GBR) Джон Риммер (GBR) Сидней Робинсон (GBR) Стэнли Роули (AUS) Альфред Тайсоу (GBR) | Франция Анри Делож · Андре Кастане · Гастон Рагено · Альбер Шампудри · Жан Шастанье | —      |

## Соревнование

### Индивидуальные результаты
| Место | Спортсмен             | Время      | Очки |
| ----- | --------------------- | ---------- | ---- |
| 1     | Чарльз Беннетт (GBR)  | 15:29,2    | 1    |
| 2     | Джон Риммер (GBR)     | Неизвестно | 2    |
| 3     | Анри Делож (FRA)      | Неизвестно | 3    |
| 4     | Гастон Рагено (FRA)   | Неизвестно | 4    |
| 5     | Жан Шастанье (FRA)    | Неизвестно | 5    |
| 6     | Сидней Робинсон (GBR) | Неизвестно | 6    |
| 7     | Альфред Тайсоу (GBR)  | Неизвестно | 7    |
| 8     | Андре Кастане (FRA)   | Неизвестно | 8    |
| 9     | Альбер Шампудри (FRA) | Неизвестно | 9    |
| 10    | Стэнли Роули (AUS)    | Неизвестно | 10   |

### Командный результат
| Место | Команда           | Очки |
| ----- | ----------------- | ---- |
| 1     | Смешанная команда | 26   |
| 2     | Франция           | 29   |